# Manuel Puig Genís
|  | Aquest article tracta sobre Manuel Puig Genís. Si cerqueu el novel·lista argentí, vegeu «Manuel Puig». |

Manuel Puig Genís (Vic, 9 de gener de 1868 - Barcelona, 21 de novembre de 1957), fou un pintor i dibuixant català que va destacar en pintura romàntica, realista i religiosa, així com pels seus retrats.

## Biografia
Fill d'una família vigatana propietària d'una drogueria-pastisseria, negoci del qual s'esperava que se'n fes càrrec Manuel Puig a la seva majoria d'edat. Els seus pares van saber del seu talent per al dibuix i la pintura quan era un vailet de set anys. Quan gairebé en tenia catorze, i gràcies al seu tiet Miquel Genís, animat pel canonge Collell i en Josep Serra Campdelacreu, va ser presentat al Cercle Literari, des d'on va rebre un gran suport per a començar la seva carrera artística i l'impuls necessari per a deixar la casa familiar i traslladar-se a Barcelona a estudiar Belles Arts.
A Barcelona va començar a treballar de dibuixant a la casa de brodats Blanchard i les nits dels dissabtes treballava a la pastisseria “La Palma”. Va ser a aquesta pastisseria on va tenir l'oportunitat de conèixer a l'arxipreste de la catedral Francisco Puig Esteve, el qual es convertí en el seu mecenes i protector. El fet que l'arxipreste li donés permís per a viure a la seva pròpia casa, li va permetre dedicar-se plenament a la seva carrera artística i no haver de preocupar-se per treballar.
A finals de 1881 el pintor Agustí Rigalt i Cortiella es va convertir en el seu primer mestre i el va preparar per a presentar-se als exàmens d'ingrés a la Llotja. Un cop admès, tindria com a professors a Claudio Lorenzale, Lluís Rigalt, Lluís Franco i Antoni Caba. Va cursar amb excel·lents qualificacions les diferents matèries de la carrera, estudiant anatomia "sobre el cadàver" a l'Hospital de la Santa Creu i sota la direcció del professor Jeroni Faraudo Condeminas.
La mort del seu protector l'any 1885 va significar un entrebanc en la seva dedicació completa a la carrera artística. Va haver de tornar a treballar, aquest cop en a la producció de dibuixos comercials, il·lustració de novel·les, estampes per a devocionaris, cromos de propaganda, figurins de moda, escenografies pel teatre i retrats al carbó.
El 1889, amb el quadre “La desesperació de Judes” va guanyar una borsa d'estudis de la Diputació de Barcelona per anar a formar-se a Madrid, on va dedicar llargues estones a estudiar i copiar les obres dels grans mestres del Prado i on també va poder ingressar a l'Academia de Bellas Artes de San Fernando. A l'Acadèmia tindria l'oportunitat d'estudiar amb grans mestres pintors, com Federico de Madrazo. Els seus resultats van ser immillorables. El 1891, quan encara estava estudiant a Madrid, es va presentar a un altre concurs obert a Barcelona amb l'obra “Gloria in excelsis Deo”. Va tornar a guanyar -i aquest cop per unanimitat del jurat- una altra borsa d'estudis a Roma, a l'Acadèmia Espanyola de Belles Arts. Quan acabés els seus estudis a la capital espanyola marxaria a la ciutat eterna. Allà entraria en contacte amb les grans obres mestres de la Història de l'Art i amb el pintor Enric Serra i Auqué, amb el qui va aprofundir els seus coneixements tant artístics com humanístics.
Va tornar a la seva pàtria el 28 d'abril de 1884, a bord del vaixell “Bellver”. Els seus companys de viatja, entre d'altres, eren uns peregrins amics seus que havien participat en un homenatge al Papa Lleó XIII que tres anys abans, l'any 1881, havia promulgat la famosa encíclica “Rerum novarum”. Una gran tempesta els va sorprendre quan creuaven l'estret de Bonifacio i el vaixell va restar a mercè del vent i les onades, estant quasi a punt d'enfonsar-se amb l'embarcació. Afortunadament al quart dia, el mateix mar va acostar el vaixell a les costes de Sardenya des d'on va ser remolcat fins a Càller amb tots els passatgers sans i estalvis. A les hemeroteques ha quedat constància d'aquest accidentat viatja; també gràcies als apunts al natural de Manuel Puig Genís tenim documentació gràfica del succés. Molts d'aquests dibuixos els podem veure a la publicació que es va fer amb motiu de les “Bodes de Plata” de la tornada del vaixell “Bellver”.
Acabada l'etapa a Roma va tornar a Vic on, tot i la seva joventut, va ser reconegut com a persona distingida. Aquest reconeixement li va facilitar l'oportunitat d'anar a ampliar estudis a París, encara que aquesta nova etapa es va veure interrompuda per la mort del seu pare, la qual cosa va fer que Manel Puig Genís tornés a la seva ciutat natal per fer-se càrrec del negoci familiar, la mare, Magdalena Genís, i els seus germans petits, Carmen, Dolores i Mariano. Vic passaria a ser la seva residència definitiva i el lloc on aixecaria la seva pròpia família. El 1896 es va casar amb Josefa Sallent Mulet, filla d'un emprenedor home de negocis de Barcelona, que li donaria cinc fills, Francesc, Carme, Lola, Assumpció, Josep Maria i Josefina.
En agost de 1898 va morir Francesc, el seu únic fill mascle fins aquell moment. El fet va coincidir en el temps amb l'acabament, exposició i entrega d'un tapís que representava "La devallada de la Creu" destinat a la Col·legiata de Sant Joan de les Abadesses i que va ser una de les seves primeres obres de caràcter religiós. La trista coincidència va influir, sense lloc a dubtes, en el dramatisme de l'obra que va ser exposada temporalment en el Cercle Literari de Vic. També en aquesta mateixa època consta com a organitzador i membre del jurat de diversos concursos de pintura d'aquest Cercle Literari.
Durant la primera dècada del segle xx van néixer les seves filles Carme, Dolors (Lola, que morí als pocs mesos) i Assumpció, així com un nou fill, Josep Maria, que morí als set anys. Al cap de poc d'aquesta tragèdia, naixeria l'última filla a la qual li posarien el nom de Josefina, en record del seu germà difunt.
El 1902 pintà el pergamí que el Cercle Cultural va oferir al mestre Lluís Millet, president de l'Orfeó Català. També va ser membre de la comissió organitzadora de l'Exposició de Pintura Antiga de Vic, esdeveniment que va contribuir positivament a la consolidació de la cultura museística de la ciutat. El 1910 li arribà un nou encàrrec que li aportaria un gran reconeixement per part de la seva ciutat natal, el disseny de la seva decoració extraordinària en els actes commemoratius del centenari del naixement de Jaume Balmes. El mateix any també va realitzar una exposició monogràfica en el Cercle Literari i va dirigir una altra col·lectiva, organitzada per la mateixa entitat.
El 1917 se celebra la primera exposició artística en el Casino de Vic, una exposició col·lectiva on el pintor va presentar diferents aquarel·les i olis. La seva filla gran, Carme, també presentaria per primer cop una aquarel·la. L'any següent Manuel Puig Genís va ser elegit president d'aquesta entitat, càrrec que ocuparia fins al 1920. Aquests anys al capdavant del Casino van suposar una etapa molt dinàmica i fructífera per a l'entitat, i així consta escrit en el llibre El Casino de Vich, 1848-2008, on diu textualment: “...demostró dotes de gestión y un notable dinamismo. Por primera vez se consignaron los datos económicos en las actas. La junta hacia reuniones mensuales para aprobar pagos y cuentas, que eran expuestas de forma meticulosa y transparente”.
Els "feliços anys 20" suposen un moment de maduresa de Manuel Puig i Genis com a pintor i ciutadà. Amb tan sols cinquanta anys ja s'havia guanyat el respecte dels habitants de Vic, els quals el coneixien com a “El senyor Puig”. L'1 de març de 1924 va ser anomenat Regidor de l'Ajuntament, càrrec que desenvoluparia durant més de sis anys. D'aquesta època són els seus dibuixos del Temple Romà de Vic. El 1927 es va començar amb la seva última fase de reconstrucció, la qual no acabaria fins a l'any 1959.
La dècada dels 30 va significar una de les més difícils en la vida del pintor. Comencen a arribar les conseqüències de la "crisi del 29" i les originades pel canvi de règim d'Espanya. Els encàrrecs del pintor disminueixen i, per primer cop, té temps lliure per a pintar allò que més li interessa o agrada, augmentant la seva producció de paisatges, bodegons i personatges i disminuint la realització de temes religiosos i retrats. També augmenta la seva producció d'aquarel·les i quadres de petit format que pot vendre a preus més assequibles i, per tant, li permeten trobar més compradors.
Participa en nombroses exposicions individuals i col·lectives. Una de les primeres va ser una individual a la Sala Parés de Barcelona i una altra al Cercle de les Arts de Terrassa, l'any 1931.
El 21 de juliol de 1936, ja iniciada la guerra civil, va fer un interessant apunt al natural de la catedral en flames des del terrat de la seva casa de la plaça Major. Un cop més, igual que en la tragèdia del vaixell Bellver, es va convertir en un improvisat cronista d'un trist succés. Acabada la guerra, va ser el primer pintor a exposar els seus quadres a la Sala Bigas de Vic; en aquesta exposició es van exhibir dos quadres històrics: El Mercat del Ram a la plaça de Santa Clara i L'incendi de la Catedral el 1936, ambdós comprats per l'Ajuntament de la ciutat i que actualment es poden veure al Palau Municipal.
Els anys 40 representen els de la dura post-guerra, amb efectes agreujats per la terrible sequera que colpejava el país, l'autarquia i l'aïllament internacional de l'Espanya franquista. A començaments de febrer de 1940, la mort de l'esposa del pintor, Josefa Sallent Mulet, li ocasionà un gran impacte.
El 1943 la seva filla Josefina li donà l'alegria de portar al món el seu primer net (home), a qui li posarien el nom de Manuel.
El 1948 una greu malaltia va fer témer per la seva vida però finalment, després de patir tres operacions, se'n va sortir. Un cop passada la convalescència a Sant Just Desvern, va retornar a Vic on continuaria pintant i, fins i tot, fent alguna cacera, una de les seves grans aficions.
El 1951 va veure com moria de part la seva filla Josefina, de només 36 anys; aquest cop, junt amb la seva avançada edat, ja no el superaria mai més. Va poder resistir fins a l'hivern del 1956 any en què la seva fràgil salut el va obligar a marxar de Vic i anar a viure a Barcelona per poder ser atès per la seva filla Assumpció. Malgrat la seva avançada edat, va seguir pintant, bàsicament aquarel·les i una col·lecció de dibuixos-caricatures de personatges i situacions que havia anat observant durant la seva vida. El 21 de novembre de 1957 moria en braços del seu estimat net Manuel, de catorze anys.

## Obra
Va ser en l'última dècada del segle xix que va pintar els primers vuit retrats de la “Galeria de Vigatans il·lustres” col·locats a la Sala de Columna de l'Ajuntament de Vic. Aquesta galeria s'inicià l'any 1891 amb motiu dels actes de les festes de Sant Miquel dels Sants i fins a l'any 1897 s'incrementà cada any amb un nou retrat. Als anys vint tornà a pintar-ne un altre però, malauradament, durant la guerra civil van ser destruïts. També va ser durant aquesta última dècada del XIX que va pintar la cúpula de l'església parroquial de Figueres amb les seves quatre “petxines” on hi representà les figures dels quatre Evangelistes.

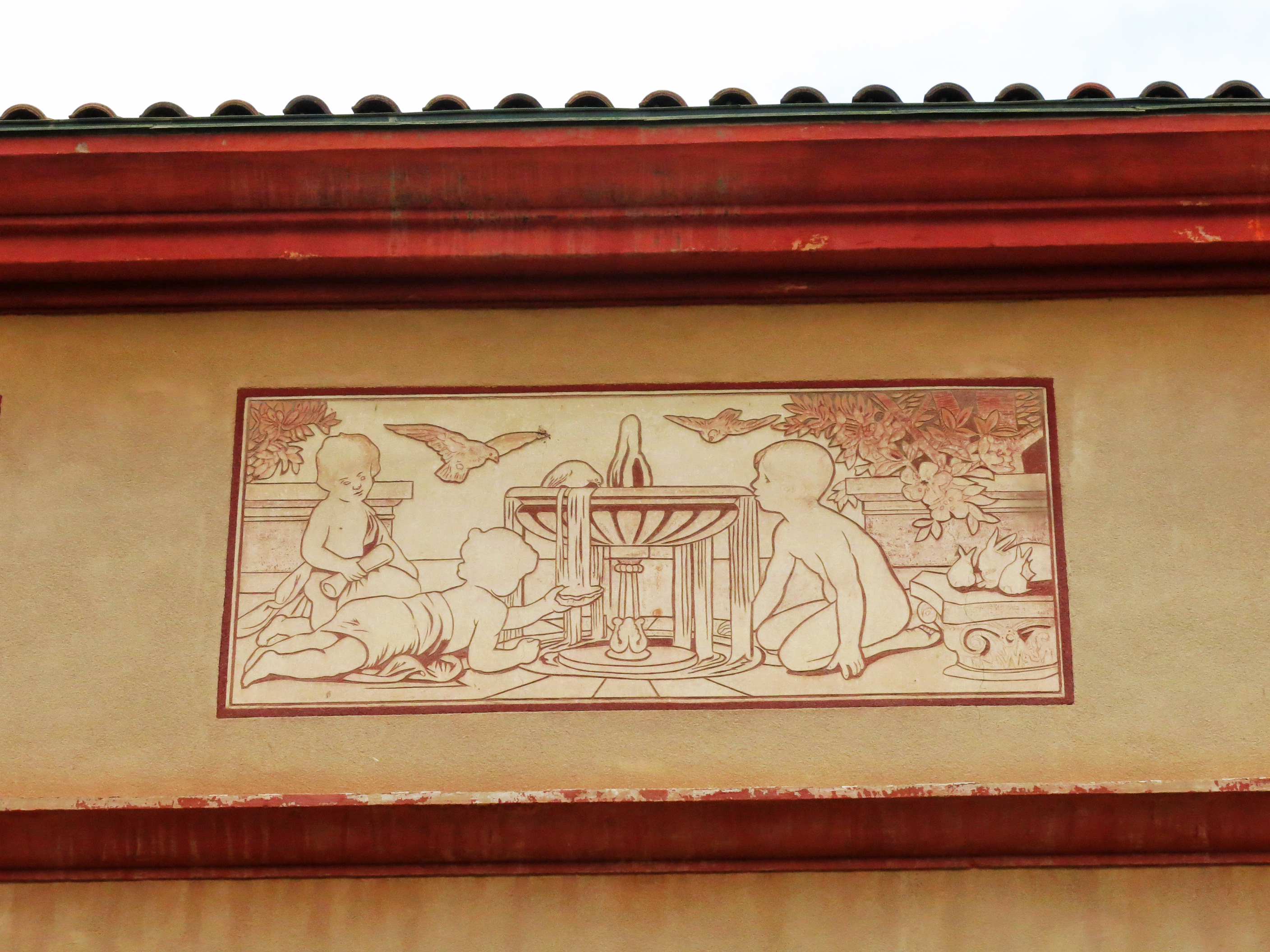
Esgrafiat de Manuel Puig Genís per a la Biblioteca Caterina Figueras de Tona

A més dels retrats, durant l'últim quart del segle xix i primer del XX col·laborà amb diferents arquitectes per tal de completar les decoracions interiors de moltes esglésies, convents i altres edificis civils. Va treballar amb Enric Sagnier, Manuel Gausa i Raspall i José Alzomar, entre d'altres. La primera dècada del segle xx significà un destacat període tant per la quantitat com per la qualitat de les seva producció artística. Algunes de les seves pintures en edificis realitzades entre el 1900 i 1930 encara es conserven, com és el cas de les antigues Escoles Caterina Figueras, de la localitat de Tona, però moltes d'altres van ser destruïdes durant la guerra civil. Cal destacar les pintures de les esglésies vigatanes del Remei, de la Casa Asil, del Seminari Diocesà, del Carme i de Sant Domènec. Moltes van ser les obres realitzades fora de la seva ciutat natal i també dins d'aquest mateix període abans de la guerra. Bons exemples de pintura religiosa són els seus treballs a la capella del Sagrament a Banyuls de la Marenda; el baptisteri de Sant Hilari Sacalm; un tríptic gòtic plegable per a l'oratori de Casa Esteve; la capella de Joanhuix; unes escenes de Sant Carles Borromeu i Santa Francesca Romana a la basílica de Castelló d'Empúries; l'església del Carme a Girona; la capella de Sant Llorenç, encàrrec que li va fer el mateix Enric Sagnier; l'oratori de les Dames Negres a Barcelona; la cúpula de l'església parroquial de Sant Pere de Figueres amb uns Evangelistes; les esglésies parroquials de Taradell, Alpens i Sant Julià de Vilatorta; un retaule per a la capella de Santa Margarida de Vallors; l'església dels Carmelites Descalços de Barcelona; el retaule dels quinze misteris del Rosari a l'església de Sant Joan d'Horta, també de Barcelona; dos tapissos per a l'església de Montesquiu; un tapís per a l'església de Sant Bartomeu del Grau i el retaule de la Verge de la Pau, a Cuba.
A partir de 1904 se’l reconeix com un gran retratista i les famílies burgeses de Vic i tota la comarca li fan encàrrecs. Va pintar el retrat del doctor Antoni Bayés i Fuster, obra que li va aportar un gran reconeixement. També cal destacar els retrats del bisbe Josep Morgades (actualment al Museu Episcopal de Vic), pintat el 1901, i del bisbe Torras i Bages.
Pel que fa als seus treballs en interiors d'arquitectura civil no ens ha quedat gaire informació, però podem citar la Casa Esteve, la Casa Modolell i la seva pròpia residència de vacances a Sant Just Desvern, així com quatre tapissos de les quatre estacions per a una mansió de Berna, a Suïssa.
El 1922 va participar en les reformes del Casino de Vic, on va dissenyar i dur a terme la nova decoració de la sala d'actes.
El 1927 va pintar una de les seves obres mestres, un autoretrat al pastel. Una altra de les seves obres mestres és L'entrada de las tropes a la plaça de Vic el 1939. D'aquest mateix any és l'obra de La catedral de Vic en flames, on tot el protagonisme el concentra en el seu campanar romànic, el qual ha sobreviscut al pas dels segles.
El 1940 s'inicien les obres de reconstrucció i restauració del patrimoni derruït pels anys de guerra. Això es tradueix en una multitud d'encàrrecs que acomplirà amb gran energia i il·lusió durant tota la dècada. Pinta la segona versió de retrats de "Vigatans il·lustres" : Balmes, Casadevall, De Avilés, Mont-rodon, Callís, Sala i Gallissà. A més a més, fa una segona versió del canonge Collell i alguns altres de nous: el bisbe Josep Sadoc Alemany, el doctor Joaquim Salarich Verdaguer i el bisbe Francesc Muñoz Izquierdo per a la Sala de Sínodes del Palau Episcopal de Vic. Restaura les pintures laterals de l'altar major de l'església del Carme; dissenya i realitza les pintures de l'altar major, sostre i laterals de l'església de l'Hospital de la Santa Creu; i el 1948, pinta els retaules per a l'altar de Santa Teresa de Lisieux, també a l'església del Carme.
D'entre els seus retrats cal destacar el del matrimoni Dou-Blancafort; el pare Salvi Huix i Miralpeix, mort en dramàtiques circumstàncies durant la guerra civil i actualment en procés de canonització; el de la seva filla Assumpció i el del seu net Manuel. Ja a l'edat de més de 80 anys va pintar al seu íntim amic Càndid Bayés i Coch.